# Alexander Barabanov
Alexander Barabanov (São Petersburgo, 17 de junho de 1994)  é um jogador profissional de hóquei no gelo russo que atua na posição de right winger pelo SKA Saint Petersburg, da KHL.

## Carreira
Alexander Barabanov começou sua carreira no SKA Saint Petersburg.